# عثمان نورمحمدوف
عثمان ماغوميدنابييفيتش نورمحمدوف (بالروسية: Усман Магомеднабиевич Нурмагомедов؛ من مواليد 17 أبريل 1998) هو فنان قتال مختلط محترف روسي. يُنافس حاليًا في فئة الوزن الخفيف في بيلاتور، حيث يُعد بطل بيلاتور للوزن الخفيف الحالي. سبق لنورمحمدوف أن نافس في محاربو الإمارات وبطولة النسر القتالية (بطولة غوريلا فايتنج آنذاك). وهو الأخ الأصغر لمقاتل يو إف سي عمر نورمحمدوف وابن عم بطل يو إف سي للوزن الخفيف السابق حبيب نورمحمدوف.

## الخلفية
ولد عثمان نورمحمدوف في 17 أبريل 1998 في مدينة كيزيليورت بجمهورية داغستان.
عندما كان طفلاً، يعيش في قريته الأصلية، مع شقيقه عمر نورمحمدوف، بدأ في حضور تدريبات المصارعة الحرة في سن الثامنة. بمجرد أن بدأ شقيقه عمر في ممارسة موياي تاي، تبعه عثمان.
بعد انتقاله إلى محج قلعة، بدأ عثمان التدريب مع عمه، عبد المناف نورمحمدوف في معسكر نسور فنون القتال المختلطة. هناك اكتسب مهارات السامبو وتدرب جنبًا إلى جنب مع زملائه مثل ابن عمه حبيب نورمحمدوف وإسلام ماخاشيف. هو من عرق الآفار.

## مسيرته في فنون القتال المختلطة

### مسيرته المبكرة
بدأ نورمحمدوف مسيرته المهنية في فنون القتال المختلطة في 26 مارس 2017 في موسكو في بطولة الترويج لاتحاد موسكو بانكرايشن. كان خصمه عمران عبدييف. فاز عثمان بأول قتال احترافي عبر الذراع في الجولة الأولى.
سيواصل نورمحمدوف القتال في منظمات مختلفة مثل بطولة النسر القتالية ومحاربو الإمارات، ليفوز في قتالاته العشر التالية. تم الفوز في جميع هذه القتالات بالضربة القاضية أو الاستسلام باستثناء قتال واحد. بعد فوزه في قتاله الاحترافي الحادي عشر في بطولة ذكرى عبد المناف نورمحمدوف، وقع عثمان عقدًا مع بيلاتور. وفقًا لآرييل حلواني من إي إس بي إن، يُعتبر «احتمالًا رئيسيًا» في الرياضة.

### بيلاتور
في ولايته وبيلاتور لأول مرة في 2 أبريل 2021 في بيلاتور 255، قاتل نورمحمدوف مايك هامل. استفاد عثمان بشكل أساسي من ميزة الوصول الكبيرة التي يتمتع بها، وركز على رمي الركلات وعدم السماح لهامل بالوصول له. في الأوقات التي أغلق فيها هامل المسافة، أخذ نورمحمدوف القتال على الأرض. فاز بالقتال بقرار القضاة بالإجماع.
في قتاله الثاني مع بيلاتور في 31 يوليو 2021 في بيلاتور 263، واجه نورمحمدوف لويس «ماني» مورو. بعد هبوط ركبة ناجحة تسببت في سقوط مورو على الأرض، تبعها نورمحمدوف بضربات مما تسبب في إيقاف الحكم للقتال في الجولة الأولى.
كان قتال عثمان التالي في بيلاتور 269 في 23 أكتوبر 2021 حيث واجه باتريك بيتيلا في وزن غير محدد عند 160 رطلاً. بعد استخدام ركلاته من مسافة بعيدة، أخذ نورمحمدوف القتال إلى الأرض بمجرد أن أغلق بيتيلا المسافة. استعاد نورماغوموف ظهره، واستطاع تنفيذ الخنق الخلفي العاري، وفاز بالقتال بالإخضاع في الجولة الأولى.
ثم واجه نورمحمدوف كريس غونزاليس في 22 يوليو 2022 في بيلاتور 283. بعد تعثر غونزاليس، أغلق عثمان في خنق المقصلة وحصل على استسلامه. فاز بالقتال عن طريق بالإخضاع في الجولة الأولى.
واجه عثمان باتريكي بيتبول لبطولة بيلاتور للوزن الخفيف في بيلاتور 288 في 18 نوفمبر 2022. هزمه بطريقة مهيمنة، وفاز بالحزام والنزال بقرار القضاة بالإجماع.

#### سباق الجائزة الكبرى للوزن الخفيف
تم الإعلان عن نورمحمدوف كأحد المشاركين في سباق الجائزة الكبرى للوزن الخفيف من بيلاتور، حيث أن الفائز سيحصل على جائزة كبرى قدرها مليون دولار. في 10 مارس 2023، دافع عثمان عن لقبه في ربع نهائي سباق الجائزة الكبرى ضد بطل الوزن الخفيف السابق في بيلاتور وبطل الوزن الخفيف السابق في يو إف سي بونسون هاندرسون في بيلاتور 292. وفاز بالقتال بسرعة، حيث أسقط هندرسون بركلة، و ثم شرع في الاستيلاء على ظهره وفاز بالقتال عن طريق الخنق الخلفي العاري.
في الدور نصف النهائي، قدم نورمحمدوف دفاعه الثاني عن لقبه ضد البطل السابق برنت بريموس في 7 أكتوبر 2023، في بيلاتور 300. فاز في البداية بالنزال عن طريق قرار القضاة بالإجماع ولكن تم إلغاء هذه النتيجة من قبل لجنة ولاية كاليفورنيا لألعاب القوى عندما ثبتت إيجابية اختبار نورمحمدوف لعقار بوصفة طبية يحتوي على مادة محظورة. تم إيقافه لمدة 6 أشهر، ومع ذلك نظرًا للطبيعة العرضية للابتلاع، لم يتم تجريده من اللقب
كان من المقرر أن يواجه نورمحمدوف ألكسندر شبلي على بطولة العالم للوزن الخفيف في بيلاتور في 17 مايو 2024، في سلسلة أبطال بيلاتور 2. ومع ذلك، انسحب نورمحمدوف بسبب الإصابة وتم إلغاء النزال. تم إعادة جدولة النزال وأُقيم في النهاية في 7 سبتمبر 2024 في سلسلة أبطال بيلاتور 4. فاز نورمحمدوف بالنزال بقرار القضاة بالإجماع.
دافع نورمحمدوف بعد ذلك عن لقبه ضد بطل قفص المحاربين لوزن الريشة السابق في بول هيوز في 25 يناير 2025 في الحدث الرئيسي لبطولة لحدث بي إف إل: الطريق إلى دبي - سلسلة الأبطال. وعلى الرغم من خصم نقطة في الجولة الثالثة بسبب ضربة عرضية بين الفخذين، فقد فاز بالقتال بقرار القضاة بالأغلبية.

## البطولات والجوائز
- بيلاتور
  - بطولة العالم للوزن الخفيف في بيلاتور (مرة واحدة؛ الحالي)
    - دفاعين ناجحين عن اللقب

## سجل فنون القتال المختلطة
| السجل المهني |        |         |
| 20 نزال      | 19 فوز | 0 خسارة |
| ضربة قاضية   | 8      | 0       |
| إخضاع        | 6      | 0       |
| قرار القضاة  | 5      | 0       |
| بدون قرار    | 1      | 1       |

| النتيجة | السجل    | الخصم              | الطريقة                              | الحدث                                                | التاريخ        | الجولة | الوقت | المكان                                  | الملاحظات |
| ------- | -------- | ------------------ | ------------------------------------ | ---------------------------------------------------- | -------------- | ------ | ----- | --------------------------------------- | --- |
| فاز     | 19–0 (1) | بول هيوز           | قرار القضاة (بالأغلبية)              | بي إف إل: الطريق إلى دبي - سلسلة الأبطال             | 25 يناير 2025  | 5      | 5:00  | دبي، الإمارات العربية المتحدة           | دافع عن بطولة العالم للوزن الخفيف في بيلاتور. تم خصم نقطة واحدة من نورمحمدوف في الجولة الثالثة بسبب الركلات المتكررة بين الفخذين. |
| فاز     | 18–0 (1) | ألكسندر شبلي       | قرار القضاة (بالإجماع)               | سلسلة أبطال بيلاتور 4                                | 7 سبتمبر 2024  | 5      | 5:00  | سان دييغو، كاليفورنيا، الولايات المتحدة | دافع عن بطولة بيلاتور العالمي للوزن الخفيف. |
| ب.ف     | 17–0 (1) | برنت بريموس        | ب.ف (انقلبت)                         | بيلاتور 300                                          | 7 أكتوبر 2023  | 5      | 5:00  | سان دييغو، كاليفورنيا، الولايات المتحدة | نصف نهائي سباق الجائزة الكبرى العالمي لبيلاتور للوزن الخفيف. احتفظ بلقب بطولة بيلاتور العالمي للوزن الخفيف. في الأصل كان الفوز بقرار الحكام بالإجماع لنورمحمدوف؛ ولكن تم إلغاؤه بعد أن ثبتت إيجابية اختباره لمادة محظورة في عقار بوصفة طبية. أدى الاختبار غير المقصود إلى عدم تجريد نورمحمدوف من اللقب. |
| فاز     | 17–0     | بونسون هاندرسون    | إخضاع (خنق خلفي عاري)                | بيلاتور 292                                          | 10 مارس 2023   | 1      | 2:37  | سان خوسيه، كاليفورنيا، الولايات المتحدة | ربع نهائي سباق الجائزة الكبرى العالمي لبيلاتور للوزن الخفيف. دافع عن بطولة العالم للوزن الخفيف لبيلاتور. |
| فاز     | 16–0     | باتريكي بيتبول     | قرار القضاة (بالإجماع)               | بيلاتور 288                                          | 18 نوفمبر 2022 | 5      | 5:00  | شيكاغو، إلينوي، الولايات المتحدة        | فاز بلقب بطولة بيلاتور العالمي للوزن الخفيف. |
| فاز     | 15–0     | كريس غونزاليس      | إخضاع (خنق المقصلة)                  | بيلاتور 283                                          | 22 يوليو 2022  | 1      | 2:54  | تاكوما، واشنطن، الولايات المتحدة        | |
| فاز     | 14–0     | باتريك بيتيلا      | إخضاع (خنق خلفي عاري)                | بيلاتور 269                                          | 23 أكتوبر 2021 | 1      | 4:06  | موسكو، روسيا                            | نزال في وزن غير محدد (160 رطلًا). |
| فاز     | 13–0     | ماني مورو          | ضربة فنية قاضية (بالركبة على الجسم)  | بيلاتور 263                                          | 31 يوليو 2021  | 1      | 3:30  | إنغلوود، كاليفورنيا، الولايات المتحدة   | |
| فاز     | 12–0     | مايك هامل          | قرار القضاة (بالإجماع)               | بيلاتور 255                                          | 2 أبريل 2021   | 3      | 5:00  | أونكاسفيل، كونيتيكت، الولايات المتحدة   | |
| فاز     | 11–0     | سفياتوسلاف شابانوف | ضربة فنية قاضية (باللكمات)           | إف إن جي / جي إف سي: بطولة ذكرى عبد المناف نورمحمدوف | 9 سبتمبر 2020  | 2      | 3:37  | موسكو، روسيا                            | |
| فاز     | 10–0     | جيري كفارنستروم    | ضربة فنية قاضية (باللكمات والمرفقين) | محاربو الإمارات 12                                   | 31 يوليو 2020  | 1      | 2:39  | أبو ظبي، الإمارات العربية المتحدة       | |
| فاز     | 9–0      | رسلان توياكوف      | ضربة فنية قاضية (بالركبتين)          | قتال الغوريلا 24                                     | 9 فبراير 2020  | 2      | 2:03  | ساراتوف، روسيا                          | |
| فاز     | 8–0      | رومان جولوفينوف    | ضربة فنية قاضية (باللكمات)           | محاربو الإمارات 9                                    | 29 نوفمبر 2019 | 1      | 1:45  | أبو ظبي، الإمارات العربية المتحدة       | |
| فاز     | 7–0      | كاظم زاخانجيروف    | إخضاع (خنق المقصلة)                  | قتال الغوريلا 17                                     | 27 سبتمبر 2019 | 2      | 1:10  | أتيراو، كازاخستان                       | |
| فاز     | 6–0      | رسلان هيساموتدينوف | قرار القضاة (بالإجماع)               | قتال الغوريلا 15                                     | 28 يوليو 2019  | 3      | 5:00  | بينزا، روسيا                            | |
| فاز     | 5–0      | بريان جونزاليس     | ضربة فنية قاضية (باللكمات)           | قتال الغوريلا 11                                     | 3 مارس 2019    | 1      | 3:14  | بينزا، روسيا                            | أول ظهور في الوزن الخفيف. |
| فاز     | 4–0      | روميو نجيا         | إخضاع (خنق خلفي عاري)                | معركة فولغا 9                                        | 17 فبراير 2019 | 1      | 4:48  | موسكو، روسيا                            | |
| فاز     | 3–0      | عيسي مورياما       | ضربة فنية قاضية (باللكمات)           | برايف إف سي 21                                       | 28 ديسمبر 2018 | 1      | غ/م   | جدة، السعودية                           | |
| فاز     | 2–0      | ديمتري بيريستوفسكي | ضربة فنية قاضية (إيقاف الطبيب)       | معركة فولغا 8                                        | 14 ديسمبر 2018 | 1      | 5:00  | سامارا، روسيا                           | |
| فاز     | 1–0      | عمران عبدييف       | إخضاع (الذراع)                       | إم بي إف: كأس المواهب الشابة 2017                    | 26 مارس 2017   | 1      | 1:51  | موسكو، روسيا                            | أول ظهور في وزن الريشة. |

المصدر: 

## وصلات خارجية
- عثمان نورمحمدوف على موقع بيلاتور (الإنجليزية)
- عثمان نورمحمدوف على موقع شيردوغ (الإنجليزية)
- عثمان نورمحمدوف على موقع Tapology.com (الإنجليزية)